# Külsheim

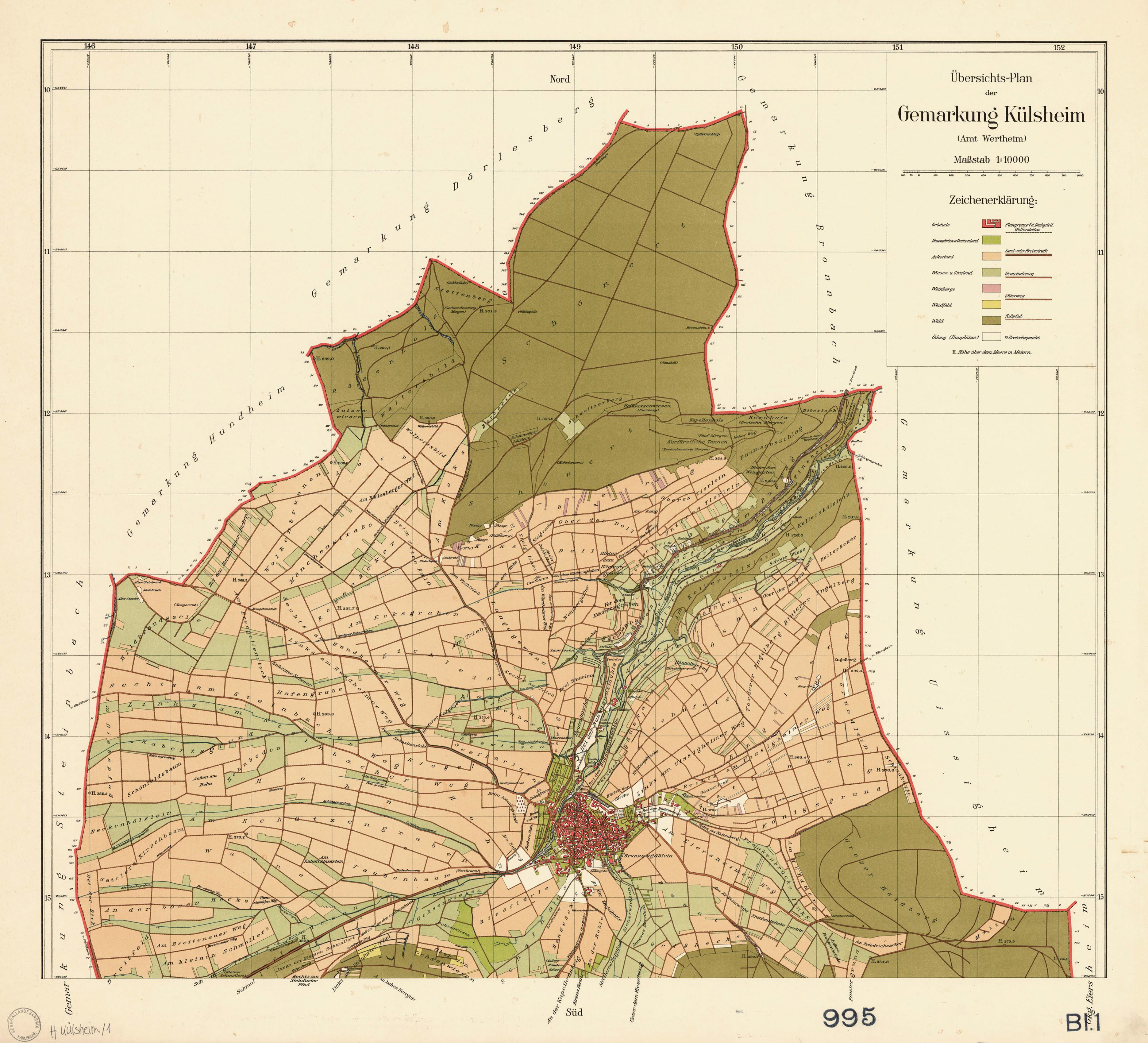
Die Gemarkung von Külsheim-Nord
und Külsheim-Süd, 1931

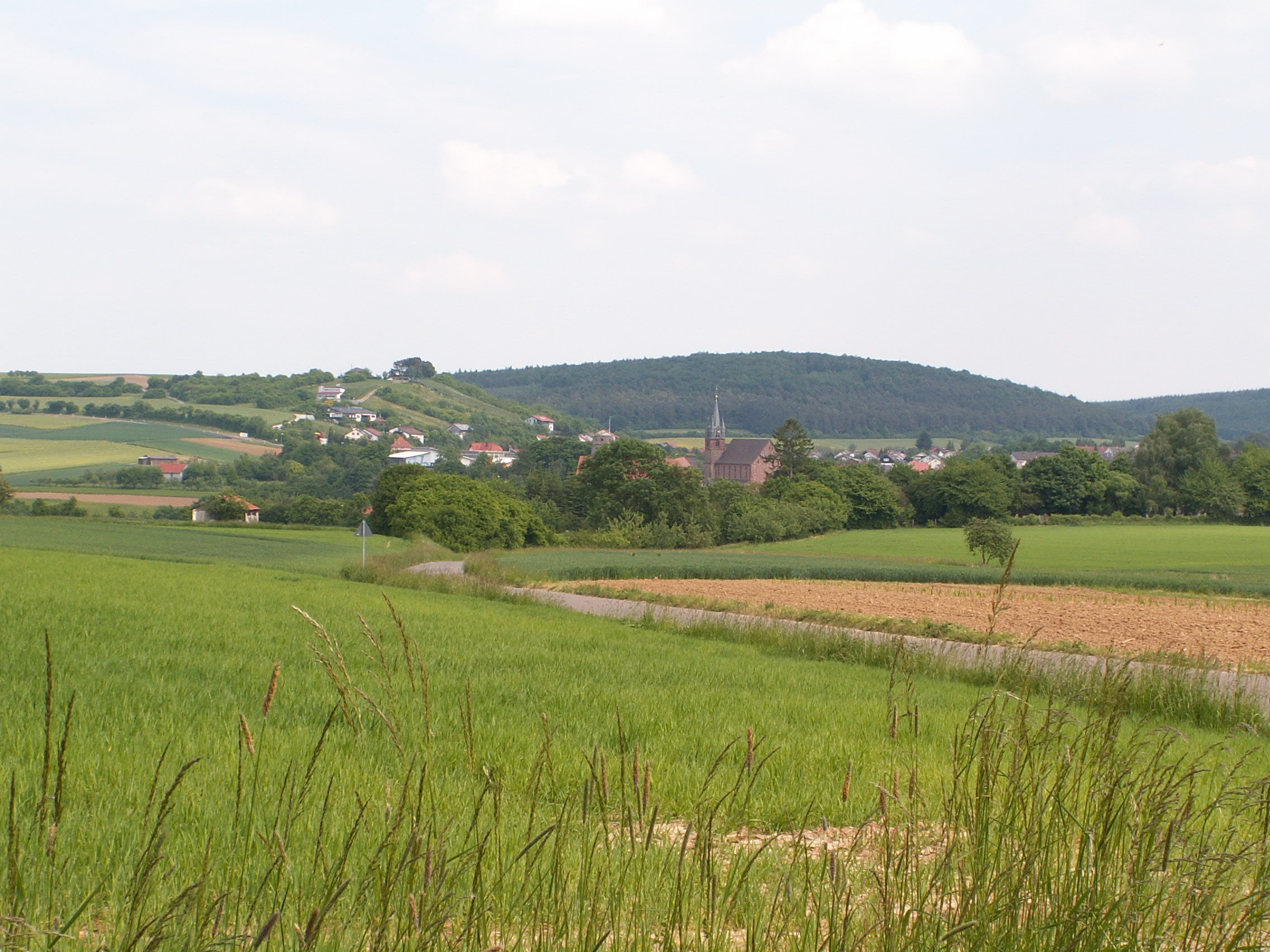
Külsheim von Westen

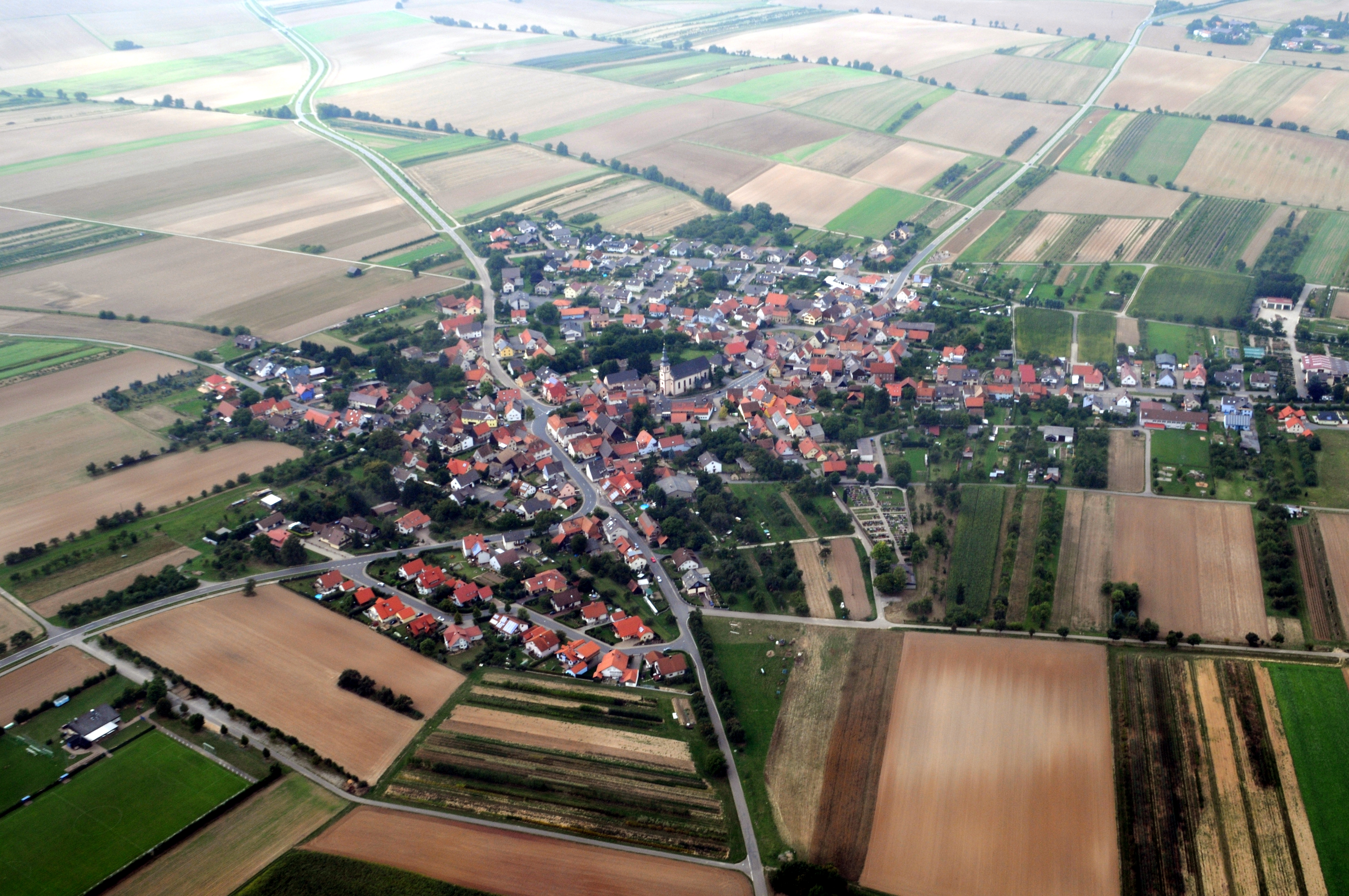
Luftbild von Hundheim (2008)

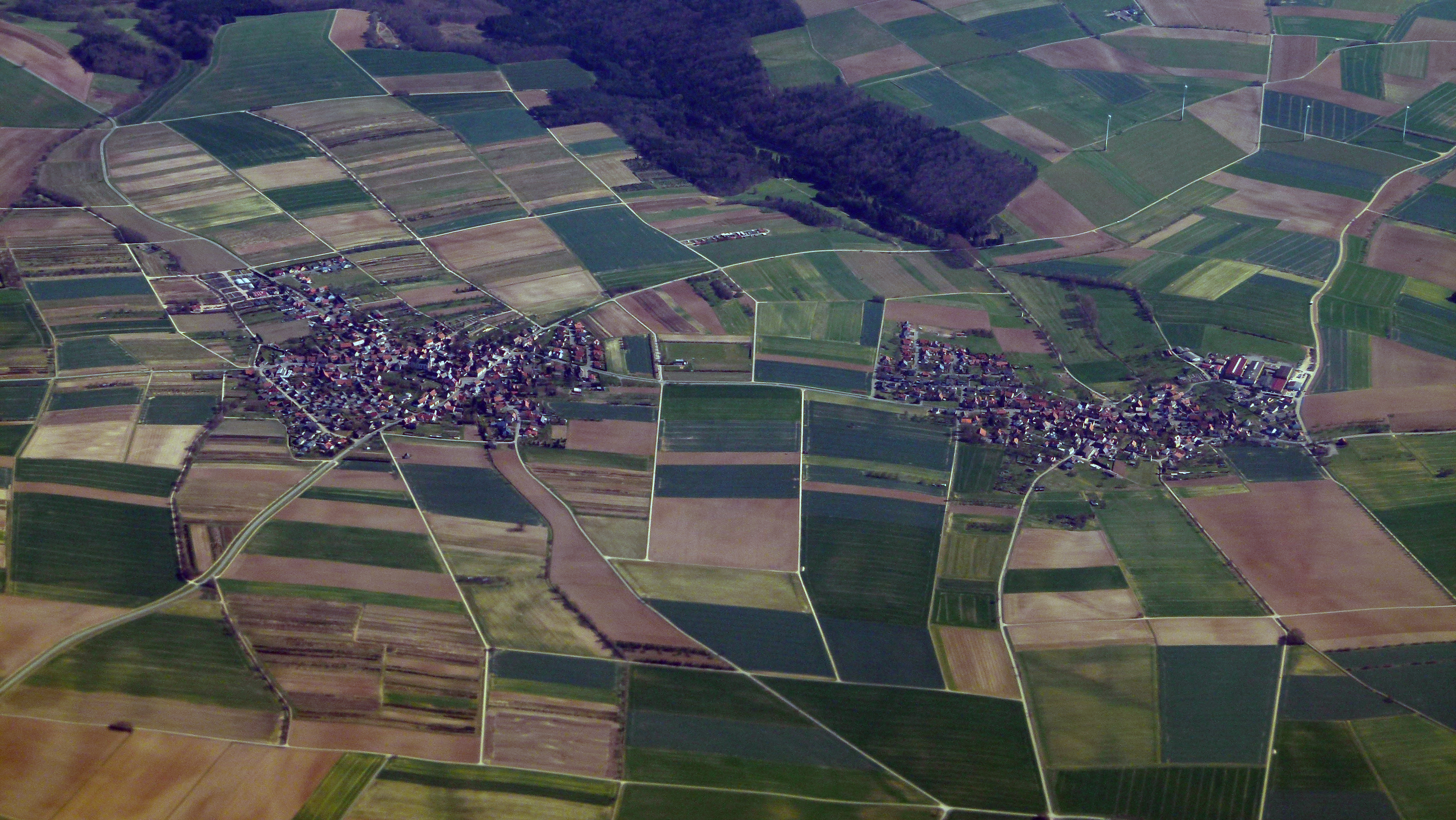
Luftbild von Hundheim und Steinbach

Külsheim (ⓘ, im Dialekt Külse) ist eine Stadt im Main-Tauber-Kreis, im fränkischen Nordosten Baden-Württembergs. Külsheim trägt den Beinamen Brunnenstadt, weil es im Stadtgebiet 18 Brunnen gibt. Der Dreischalenbrunnen, mitten im Zentrum gelegen, ist auch im Wappen der Stadt Külsheim zu finden.

## Geographie

### Stadtgliederung
Zu Külsheim gehören neben der Kernstadt Külsheim die ehemals selbstständigen Gemeinden und heutigen Stadtteile Eiersheim, Hundheim, Steinbach, Steinfurt und Uissigheim:
- Zu Eiersheim gehört nur das Dorf Eiersheim (⊙),[4] das im Jahr 1233 erstmals urkundlich erwähnt wurde. Die Eingemeindung von Eiersheim in die Stadt Külsheim erfolgte am 1. September 1971.[5]
- Zur ehemaligen Gemeinde Hundheim gehören außer dem Dorf Hundheim (⊙)[6] die Höfe Birkhof (⊙)[7] und Tiefental(erhof) (⊙)[8] und der Wohnplatz Denkmalsiedlung (⊙).[9] Die erste Erwähnung von Hundheim erfolgte 1214. Im Deutschen Krieg zwischen Preußen und Österreich fand hier am 23. Juli 1866 im Rahmen des Mainfeldzuges eine Schlacht statt. Die Eingemeindung von Hundheim in die Stadt Külsheim erfolgte am 1. Juli 1971.[5]

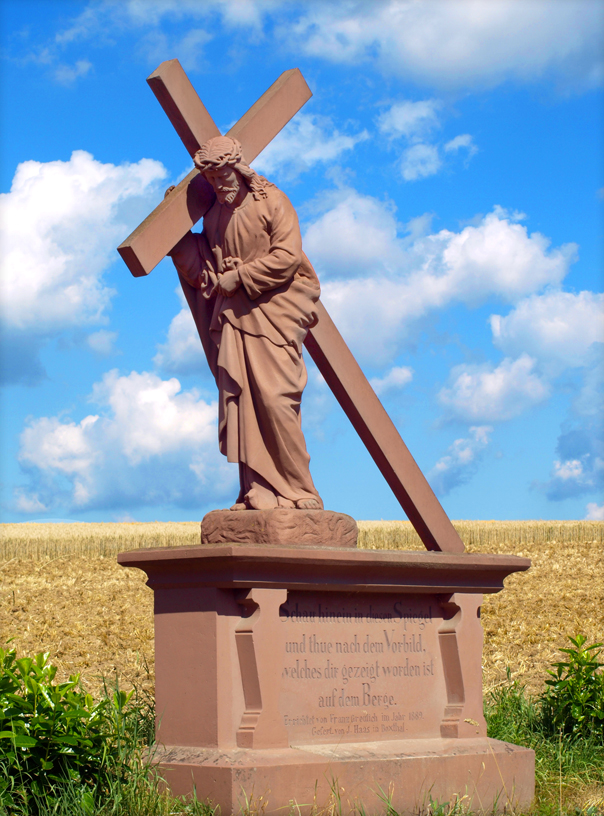
Sandsteinfigur des kreuzbeladenen Jesus von 1889 am Ortseingang Steinbachs

- Zur Altgemeinde Külsheim gehören schon vor den Gemeindereformen ab 1971 neben der Kernstadt Külsheim (⊙)[10] der aufgegebene Weiler Wolferstetten(er Hof) (⊙)[11] und die Wohnplätze Gewerbepark (⊙)[12] und Roter Rain (⊙)[13] sowie die abgegangenen Ortschaften Betzwiesen[14] und Hildbrandszell.[15]
- Zur ehemaligen Gemeinde Steinbach gehören außer dem Dorf Steinbach (⊙)[16] die Höfe Hinterer Meßhof (⊙)[17] und Vorderer Meßhof (⊙)[18] sowie die abgegangenen Höfe Gickelhof (⊙)[19] und Otterhof (⊙).[20] Steinbach wurde, genauso wie Hundheim, 1214 erstmals urkundlich erwähnt. Die Eingemeindung von Steinbach in die Stadt Külsheim erfolgte zusammen mit der Gemeinde Steinfurt am 1. Januar 1975.[21]
- Zu Steinfurt gehört das Dorf Steinfurt (⊙),[22] das 1245 erstmals urkundlich erwähnt wurde, und der Wohnplatz Eichwaldsiedlung (⊙). Zunächst zu Hardheim gehörend, wurde der Ort erst 1882 selbständig. Die Eingemeindung von Steinfurt in die Stadt Külsheim erfolgte zusammen mit der Gemeinde Steinbach am 1. Januar 1975.[21]
- Zu Uissigheim gehört neben dem Dorf Uissigheim (⊙)[23] noch die Maisenbachsiedlung (⊙).[24] Uissigheim wurde bereits 1165 erstmals urkundlich erwähnt und ist damit nach der Kernstadt der älteste Stadtteil. Die Eingemeindung von Uissigheim in die Stadt Külsheim erfolgte am 1. Dezember 1972.[5]

### Geologie
Quer durch das Gebiet der Verwaltungseinheit Stadt Külsheim verläuft, Südwest-Nordost streichend, die Grenze zwischen dem Buntsandstein des Odenwaldes und dem Muschelkalk des Bau- und Tauberlandes. Der eigentliche Ort Külsheim liegt nahezu vollständig noch im Ausbiss des Oberen Buntsandsteins. Der Untere Muschelkalk baut im südöstlichen, weitgehend unbesiedelten Teil der Verwaltungseinheit eine bewaldete Hochfläche auf, deren höchster Punkt sich mit 428,5 m ü. NHN (⊙) nördlich des Weilers Wolferstetten nahe dem früheren Standort des Landturms befindet.

### Schutzgebiete
In Külsheim gibt es ein Europäisches Vogelschutzgebiet, ein Landschafts- und ein Naturschutzgebiet.
Das Gebiet Made und Taubenloch ist ein 5,9 Hektar umfassendes Naturschutzgebiet. Dieses liegt auf den Gemarkungen Eiersheims und Külsheims. Das Landschaftsschutzgebiet Wertheim mit einer typischen mainfränkischen Buntsandsteinlandschaft liegt teilweise auf der Gemarkung Külsheims. Seit 2007 umfasst das europäische Vogelschutzgebiet Heiden und Wälder Tauberland (Schutzgebietskennung DE-6323-441) Teile der städtischen Fläche.
Die FFH-Gebiete Unteres Taubertal, Nordwestliches Tauberland und Brehmbach und Odenwald und Bauland Hardheim liegen teilweise auf der Gemarkung von Külsheim. Daneben gibt es auf dem Gebiet der Stadt Külsheim insgesamt zehn als Naturdenkmal geschützte Objekte (siehe auch Liste der Naturdenkmale in Külsheim).
Das mit Rechtsverordnung vom 23. September 2003 ausgewiesene Wasserschutzgebiet Pfaffenbrunnen Külsheim mit der WSG-Nr. 128139 umfasst eine geschützte Fläche von 1.477,37 Hektar. Es ist damit eines der größeren Wasserschutzgebiete im Main-Tauber-Kreis. Daneben liegt noch das Wasserschutzgebiet Tiefental beim namengebenden Wohnplatz Tiefental in der Gemarkung des Stadtteils Hundheim sowie ein kleiner Teil des Wasserschutzgebiets Seewiesen- und Mainbergquelle in der Gemarkung des Stadtteils Steinfurt.

### Flächenaufteilung
Nach Daten des Statistischen Landesamtes, Stand 2014.

## Geschichte

### Mittelalter
Külsheim wurde erstmals 1144 unter dem Namen Cullesheim urkundlich erwähnt. Während der Zeit der Stammesherzogtümer gehörte es zum Herzogtum Franken. Es fiel 1255 an Kurmainz. Im Jahre 1292 verlieh Adolf von Nassau Külsheim Stadtrecht. 1346 schloss die Stadt sich dem Neunstädtebund an. Nach wechselndem Besitz – unter anderem gehörte der Ort zeitweilig auch den Grafen von Wertheim – fiel Külsheim 1480 durch einen Schiedsspruch des Pfalzgrafen endgültig an Kurmainz.

### Neuzeit
Im Bauernkrieg besetzte Götz von Berlichingen mit einem Bauernheer den Ort. Überfälle mit Plünderungen während des Dreißigjährigen Krieges ereigneten sich vor allem ab Herbst 1631 durch marodierende Söldner. Im Rahmen der Säkularisation aufgrund des Reichsdeputationshauptschlusses kam Külsheim 1803 an das neugebildete Fürstentum Leiningen und schließlich 1806 an das Großherzogtum Baden.
Während der Revolution 1848/49 herrschte auch in Külsheim materielle Not und es regte sich Widerstand gegen die Einschränkungen der Freiheit. Der Unmut entlud sich gegen das Fürstenhaus Leiningen und es wurden Verwaltungen überfallen und Unterlagen öffentlich verbrannt, sodass auch hier schließlich Truppen einmarschierten und sich einquartierten. Da jedoch nur eine Woche später das Ende der mittelalterlichen Agrarverfassung beschlossen wurde, war der Aufstand damit beendet. Zwar wurde auch in Külsheim ein Volksverein gegründet, der bald 30 Mitglieder hatte; der politische Aufstand fand hier jedoch nicht so statt wie im Rest des Landes, daher wurden hier auch nur zehn Bürger "kriegsrechtlich verfolgt", des Weiteren acht aus Hundheim, sechs aus Steinbach sowie einer aus Uissigheim. Külsheim wurde militärisch besetzt und drei Gemeinderäte verloren ihr Amt, da sie als nicht mehr zuverlässig eingestuft wurden. Als Rädelsführer galt der steckbrieflich gesuchte Distriktnotar Eugen Fecht.
Zur Zeit des Nationalsozialismus fand am 2. September 1939 am Brunnen beim Alten Rathaus, der am Sabbat als Treffpunkt für die jüdischen Männer diente, die „Brunnentaufe“ statt. Dabei wurden die in Külsheim verbliebenen männlichen Juden gewaltsam in den Rathausbrunnen getunkt. Im Rahmen der Wagner-Bürckel-Aktion wurden am 22. Oktober 1940 die letzten 13 Juden aus der Stadt in das KZ Gurs im französischen Baskenland deportiert.
Den persönlichen Aufzeichnungen des Pfarrers Ludwig Hofmann zufolge sei Ende März 1945 „ein ganzer Generalstab“ in Külsheim einquartiert worden. 1 Eine Funkstation des Flugplatzes Wertheim sei im Schloss Külsheim untergebracht und ein Teil des Mannheimer Telegrafenamts in die Stadt verlegt worden. Bis zum 30. März 20 Uhr hätten jedoch alle deutschen Soldaten wieder die Stadt verlassen. Um 2 Uhr in derselben Nacht seien bereits die ersten amerikanischen Panzer an der Bronnbacher Straße eingetroffen. Die Bürger Lorenz Göbel und Max Knapp seien ihnen mit einer weißen Fahne entgegengegangen, wodurch dem Ort vermutlich Beschuss erspart geblieben sei. Am 31. März hätten deutsche Flugzeuge kurz die amerikanischen Kolonnen beschossen, die Richtung Uissigheim fuhren, ohne eine Wirkung zu erzielen. Auch in der Nacht zum 1. April sowie am Nachmittag des nächsten Tages hätten über Külsheim Angriffe durch deutsche Flugzeuge stattgefunden, die jedoch durch amerikanische Jagdflugzeuge wieder vertrieben worden seien.

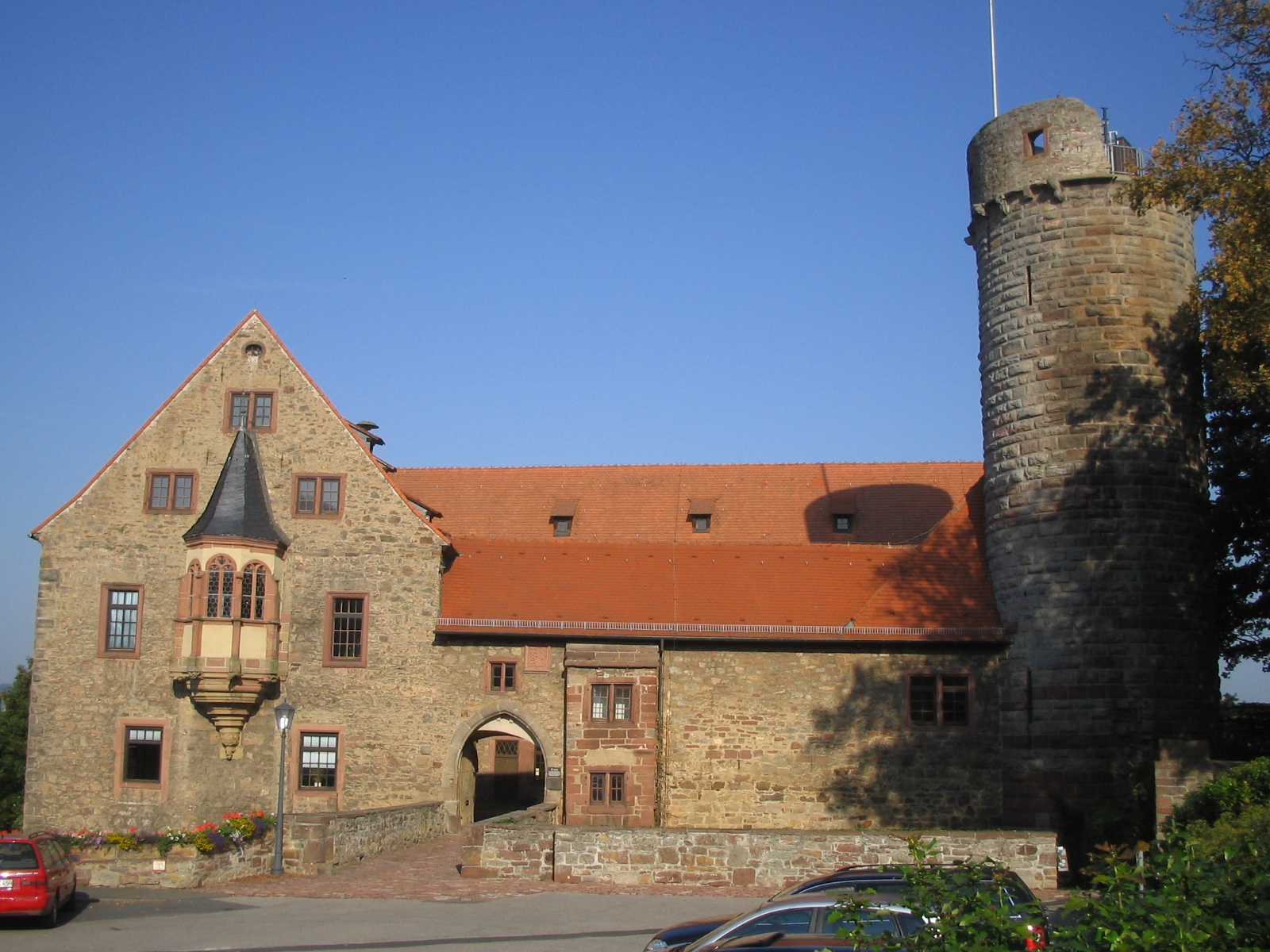
Das Schloss Külsheim

Külsheim war Standort der Bundeswehr und Garnisonsstadt. Im September 2006 endete die langjährige Geschichte Külsheims als Garnisonsstadt, die letzten hier beheimateten Einheiten, namentlich das Panzerbataillon 363, die Panzerpionierkompanie 300 und das Sanitätszentrum Külsheim wurden aufgelöst und mit ihnen die Prinz-Eugen-Kaserne geschlossen.

### Einwohnerentwicklung
Die Gesamtbevölkerung der Stadt Külsheim entwickelte sich wie folgt:
| Jahr | Bevölkerung |
| ---- | ----------- |
| 1961 | 4778        |
| 1970 | 5870        |
| 1991 | 5712        |
| 1995 | 5986        |
| 2005 | 5743        |
| 2010 | 5437        |
| 2015 | 5187        |
| 2020 | 5219        |

Quellen: Gemeindeverzeichnis und Angaben des Statistischen Landesamtes

### Stadtarchiv
Das Archiv der Stadt Külsheim wurde in das Teilarchiv des Main-Tauber-Kreises im Archivverbund Main-Tauber eingebracht. Der Archivverbund wurde im Jahre 1988 im ehemaligen Spital des Klosters Bronnbach unter der Trägerschaft des bereits 1978 gegründeten Staatsarchivs Wertheim eingerichtet.

## Religion

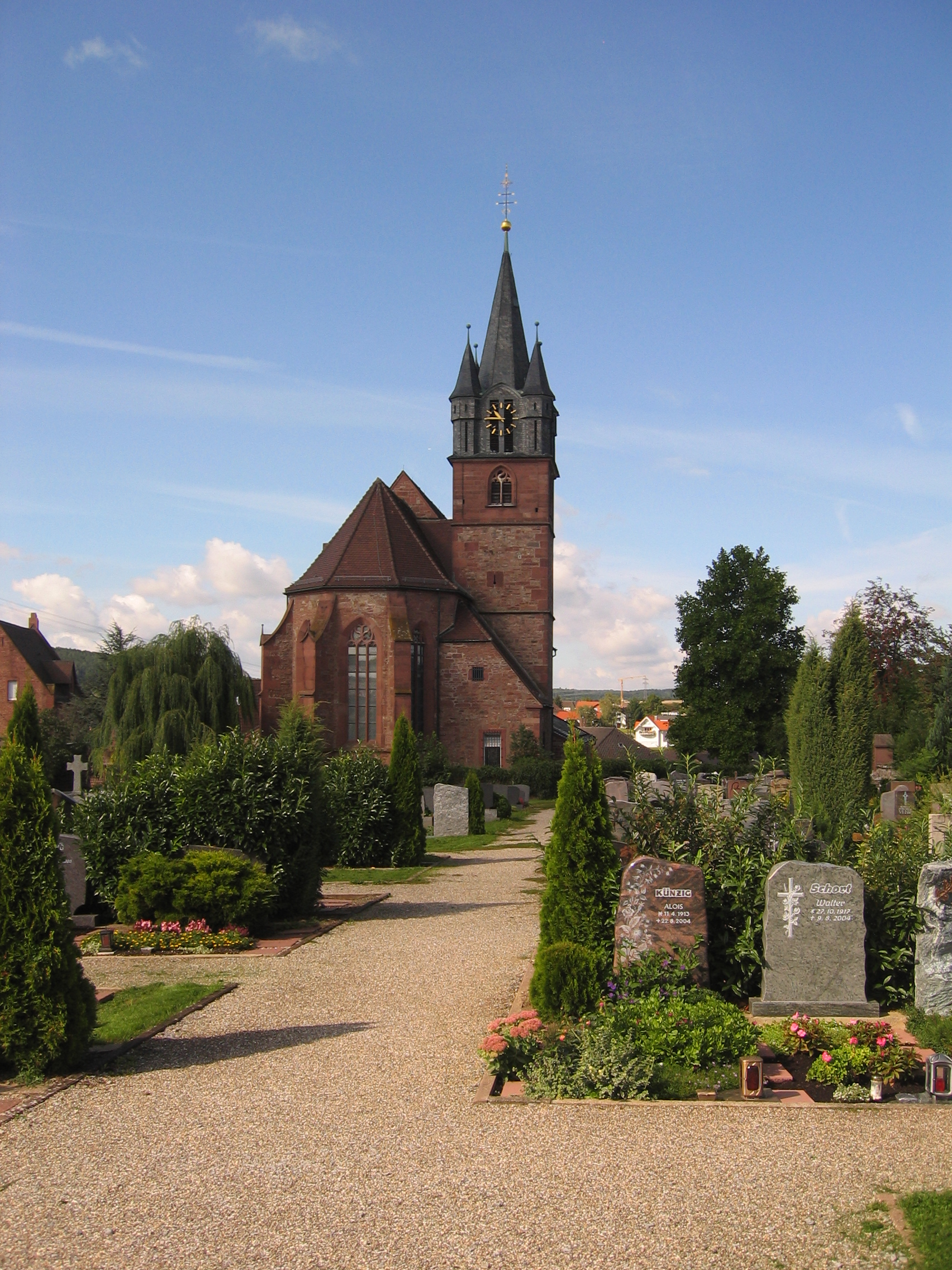
Stadtkirche St. Martin

### Christentum
An Külsheim ist die Reformation weitgehend vorbeigegangen, so dass die Stadt auch heute noch überwiegend römisch-katholisch geprägt ist. Neben den insgesamt fünf katholischen Kirchen gibt es heute aber auch eine evangelische Gemeinde in der Stadt. Die katholischen Kirchen gehören zur Seelsorgeeinheit Külsheim-Bronnbach im Dekanat Tauberbischofsheim des Erzbistums Freiburg.

### Judentum
In Külsheim bestand eine jüdische Gemeinde seit dem Mittelalter (Judenverfolgungen 1298, 1337 und 1348/49) und in der Neuzeit bis 1940. Am 22. Oktober 1940 wurden die letzten 13 jüdischen Einwohner aus Külsheim ins KZ Gurs deportiert.

## Politik

### Bürgermeister

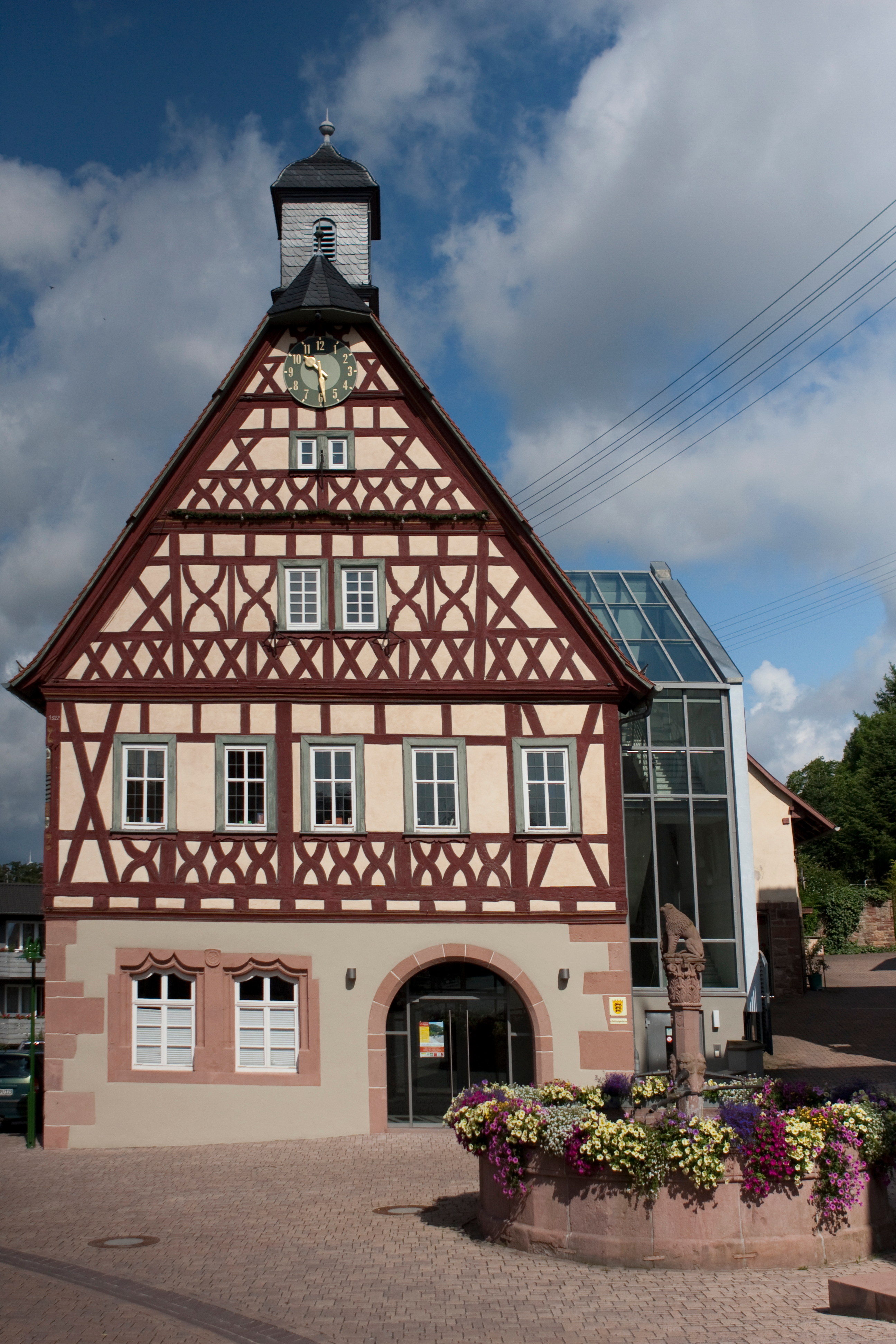
Altes Rathaus (1522) mit Rathausbrunnen

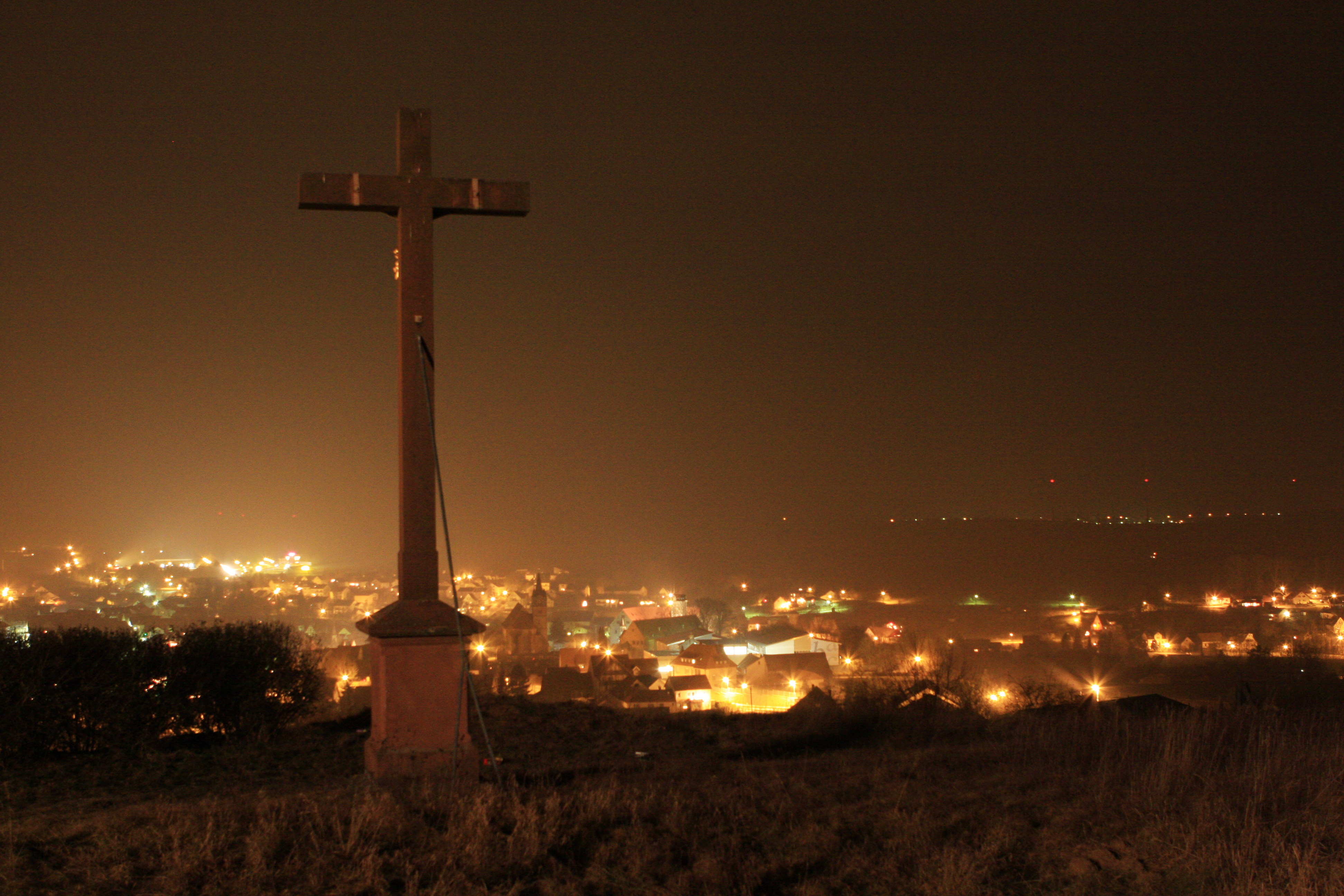
Nächtlicher Blick vom Kattenberg auf Külsheim

Seit 2011 ist Thomas Schreglmann (CDU) Bürgermeister.

### Gemeinderat
In Külsheim wird der Gemeinderat nach dem Verfahren der unechten Teilortswahl gewählt. Dabei kann sich die Zahl der Gemeinderäte durch Überhangmandate (Ausgleichssitze) verändern. Der Gemeinderat in Külsheim hat seit der letzten Wahl 19 Mitglieder (2019: 20). Er besteht aus den gewählten ehrenamtlichen Gemeinderäten und dem Bürgermeister als Vorsitzendem. Der Bürgermeister ist im Gemeinderat stimmberechtigt.
Die Kommunalwahl am 9. Juni 2024 führte zu folgendem Ergebnis.
| Parteien und Wählergemeinschaften | Parteien und Wählergemeinschaften           | % 2024  | Sitze 2024 | % 2019 | Sitze 2019 | Kommunalwahl 2024 %6050403020100 41,04 % (+7,44 %p)36,46 % (−15,24 %p)22,51 % (+7,91 %p) FWCDUSPD20192024 |
| FWV                               | Freie Wählervereinigung Külsheim            | 41,04   | 8          | 33,6   | 7          | Kommunalwahl 2024 %6050403020100 41,04 % (+7,44 %p)36,46 % (−15,24 %p)22,51 % (+7,91 %p) FWCDUSPD20192024 |
| CDU                               | Christlich Demokratische Union Deutschlands | 36,46   | 7          | 51,7   | 10         | Kommunalwahl 2024 %6050403020100 41,04 % (+7,44 %p)36,46 % (−15,24 %p)22,51 % (+7,91 %p) FWCDUSPD20192024 |
| SPD                               | Sozialdemokratische Partei Deutschlands     | 22,51   | 4          | 14,6   | 3          | Kommunalwahl 2024 %6050403020100 41,04 % (+7,44 %p)36,46 % (−15,24 %p)22,51 % (+7,91 %p) FWCDUSPD20192024 |
| gesamt                            | gesamt                                      | 100,0   | 19         | 100,0  | 20         | Kommunalwahl 2024 %6050403020100 41,04 % (+7,44 %p)36,46 % (−15,24 %p)22,51 % (+7,91 %p) FWCDUSPD20192024 |
| Wahlbeteiligung                   | Wahlbeteiligung                             | 70,12 % | 70,12 %    | 67,5 % | 67,5 %     | Kommunalwahl 2024 %6050403020100 41,04 % (+7,44 %p)36,46 % (−15,24 %p)22,51 % (+7,91 %p) FWCDUSPD20192024 |

### Wappen und Flagge
Die Blasonierung des Wappens lautet: In Blau auf zweistufigem Sockel ein goldener Dreischalenbrunnen, oben mit aufsteigendem und geteiltem silbernem Wasserstrahl sowie mit zwei ins mittlere und vier ins untere Becken fallenden silbernen Wasserstrahlen. Die Stadtflagge ist Grün-Weiß.
Das Stadtsiegel zeigte ab 1299 zunächst das Bild eines Bischofs, vermutlich der Kirchenpatron St. Martin. Seit Mitte des 14. Jahrhunderts wurde dann das Mainzer Rad als damaliges Herrschaftszeichen verwendet, dem von 1803 bis 1806 der leiningensche Adler folgte, neben dem die drei Großbuchstaben „K“ angebracht waren. Seit circa 1836 wurde der Brunnen als Stadtsiegel verwendet.
1898 wurde auf Wunsch der Stadt bei der Überprüfung, Neugestaltung und farblichen Festlegung des Wappens durch das Generallandesarchiv Karlsruhe das Wappen beibehalten. Am 16. September 1980 erhielt die Stadt durch das Landratsamt das Recht, ihre jetzige Flagge zu führen.

### Städtepartnerschaften
- Moret-Loing-et-Orvanne, Frankreich, seit 1972. Erste Kontakte wurden bereits 1963 geknüpft.[42]
- Pécsvárad, Ungarn, seit 1992.[42]

Außerdem hatte die Stadt seit 1974 die Patenschaft für das U-Boot U 18 der Bundesmarine übernommen. Als sichtbares Zeichen der Verbundenheit wurde auf einem städtischen Grundstück eine Boje aufgestellt, ein Geschenk der U 18-Besatzung.

## Wirtschaft und Infrastruktur

### Wirtschaft
Nach der Auflösung der Prinz-Eugen-Kaserne im Jahr 2006 wurde deren Gelände inklusive der darauf befindlichen Gebäude von der Stadt Külsheim erworben und stellt nun den Gewerbepark II dar. Dieser wird von der zur Stadt gehörenden Wirtschaftsförderungsgesellschaft "Business Area Külsheim GmbH" kurz BAK verwaltet.
In direkter Nachbarschaft auf der anderen Seite der Landstraße L509 liegt der Gewerbepark III Taubenbaum.

### Bildung
Mit der Pater-Alois-Grimm-Schule (PAGS) verfügt Külsheim über eine Grund- und Gemeinschaftsschule. Die PAGS ist eine der 34 Starterschulen, die ab dem Schuljahr 2012/2013 die ersten baden-württembergischen Gemeinschaftsschulen wurde. Im Teilort Uissigheim gibt es eine eigene Grundschule. Die Grundschule im Teilort Hundheim wurde zum Ende des Schuljahres 2008/2009 geschlossen. Die betroffenen Kinder besuchen jetzt die Pater-Alois-Grimm-Schule. Außerdem bestehen fünf römisch-katholische und ein evangelischer Kindergarten.

## Kultur und Sehenswürdigkeiten

### Gedenkstätten
Der Name einer Schule, einer Straße und zweier Gedenktafeln an der Stadtkirche sowie am Elternhaus Feuerwehrstraße (heute Pater-Alois-Grimm-Straße) erinnern an den katholischen Pfarrer und Hitlergegner Alois Grimm, der 1944 ermordet wurde.
Im Juli 2014 hat Gunter Demnig in Külsheim Stolpersteine vor einigen Häusern von verschleppten und ermordeten Külsheimer Juden gesetzt. Dieses Projekt ist von Schülern der hiesigen Pater-Alois-Grimm-Schule initiiert worden.

### Geotouristik

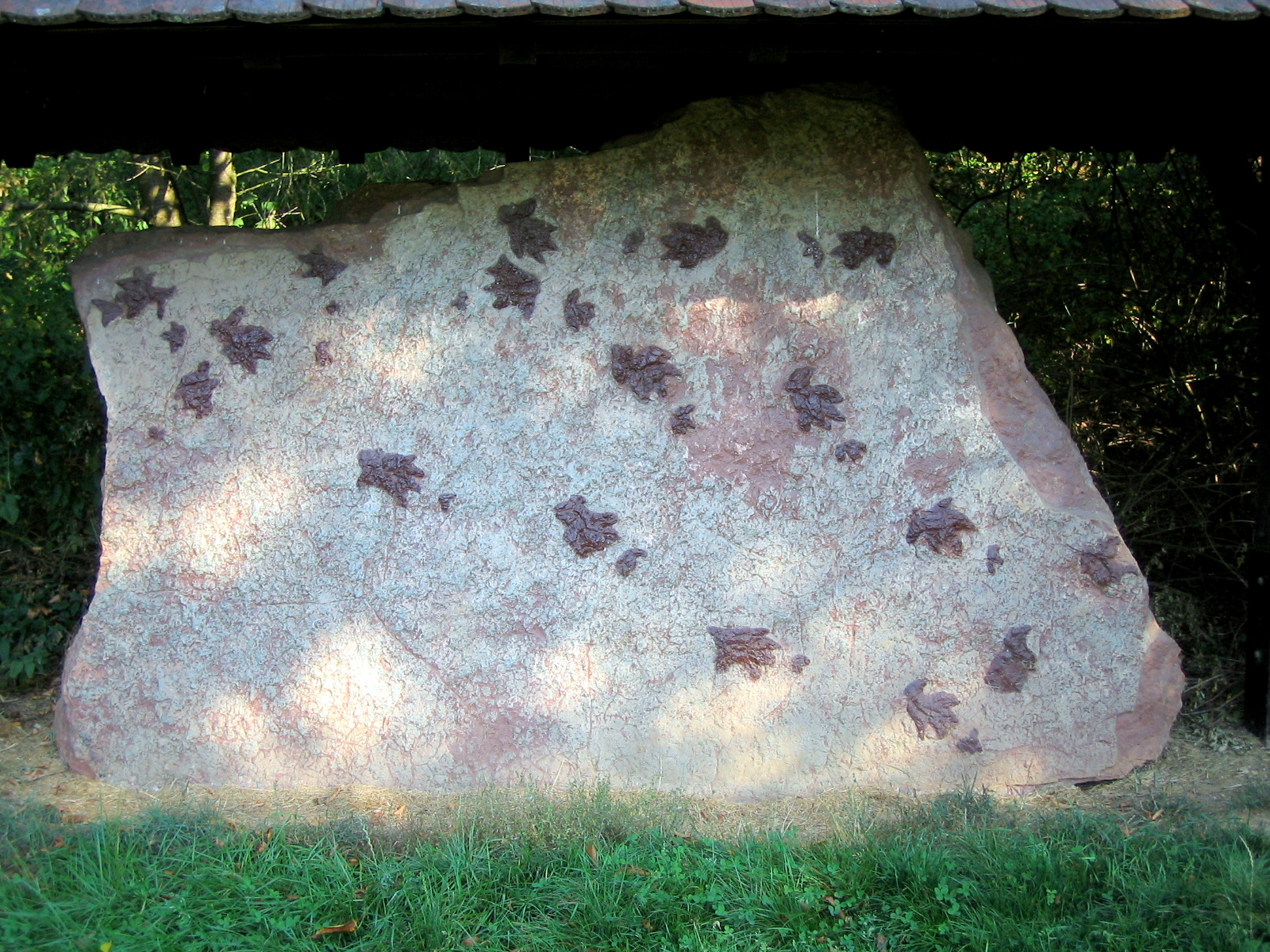
Sandsteinplatte mit Chirotherium an der Bronnbacher Straße

Rund 240 Mio. Jahre alte Fußabdrücke der Gattung Chirotherium im Buntsandstein bei Külsheim sind Gegenstand des Geotourismus. Chirotherien sind Fußspuren, die von urzeitlichen Reptilien hinterlassen wurden, die zu den gemeinsamen Vorfahren der Dinosaurier und heutigen Krokodile zählen. Eine an der Bronnbacher Straße, etwa 1 Kilometer nördlich von Külsheim ausgestellte Sandsteinplatte aus Rötquarzit zeigt mehrere sich überkreuzende Fährten. Das Exponat ist einer der Startpunkte eines insgesamt 5,5 Kilometer langen geologisch-naturkundlichen Lehrpfades, des sogenannten Saurierwanderweges.
Ein weiteres Spurenfossil mit Lokalprominenz, das wahrscheinlich von der gleichen Reptilienart stammt, die auch Chirotherium erzeugt hat, ist in einer Vitrine im Rittersaal des Schlosses (heute Stadtverwaltung) ausgestellt. Es handelt sich dabei um eine Schwimmspur aus dem Rötquarzit der Steingärten im Ortsbereich von Külsheim.

### Naherholung
Etwa zwei Kilometer nordöstlich von Külsheim liegt eine Kneipp-Anlage im Amorsbachtal. In einer Mariengrotte entspringt eine Quelle, die das Becken der Kneipp-Anlage mit Wasser speist.

### Rad- und Wanderwege
Külsheim liegt am Radweg Liebliches Taubertal – der Sportive.

### Regelmäßige Veranstaltungen
- 12-Stunden-Mountainbike-Rennen Külsheim
- Großer Markt[53]: 5-tägiges Volksfest mit Umzug und politischem Frühschoppen. An oder nach Mariä Geburt.
- Burgkurzweyl[54]: Authentischer Mittelaltermarkt (alle drei Jahre an zwei Wochenenden im Mai).
- Külsheimer Weindorf[55]: Weinfest mit historischem Ambiente in der Külsheimer Innenstadt.
- Weinfest: Weinfest am "Hohen Herrgott" dem Külsheimer Weinberg. Mit Krönung der Weinkönigin des Jahres.
- Weihnachtsmarkt[56]: Weihnachtsmarkt in der Külsheimer Innenstadt, rund um den Dreischalenbrunnen. An zwei Wochenenden im Advent.